# Festuca uninodis
Festuca uninodis là một loài thực vật có hoa trong họ Hòa thảo. Loài này được Hack. ex Stuck. mô tả khoa học đầu tiên năm 1906.